# Orthotrichum compactum
Orthotrichum compactum är en bladmossart som beskrevs av Per Karl Hjalmar Dusén 1903. Orthotrichum compactum ingår i släktet hättemossor, och familjen Orthotrichaceae. Inga underarter finns listade i Catalogue of Life.